# Golden Retriever
Golden Retriever là giống chó có kích thước trung bình. Thuộc họ nhà chó ưa hoạt động, chơi đùa, chúng rất trung thành và thông minh. Golden Retriever là loài chó có bản năng truy tìm và phát hiện con mồi rất nhạy bén nên có thể làm chó đặc vụ để dò tìm Ma túy,... Đặc điểm chung của loài này là rất hiền lành và thông minh, trung thành và thích chơi đùa.

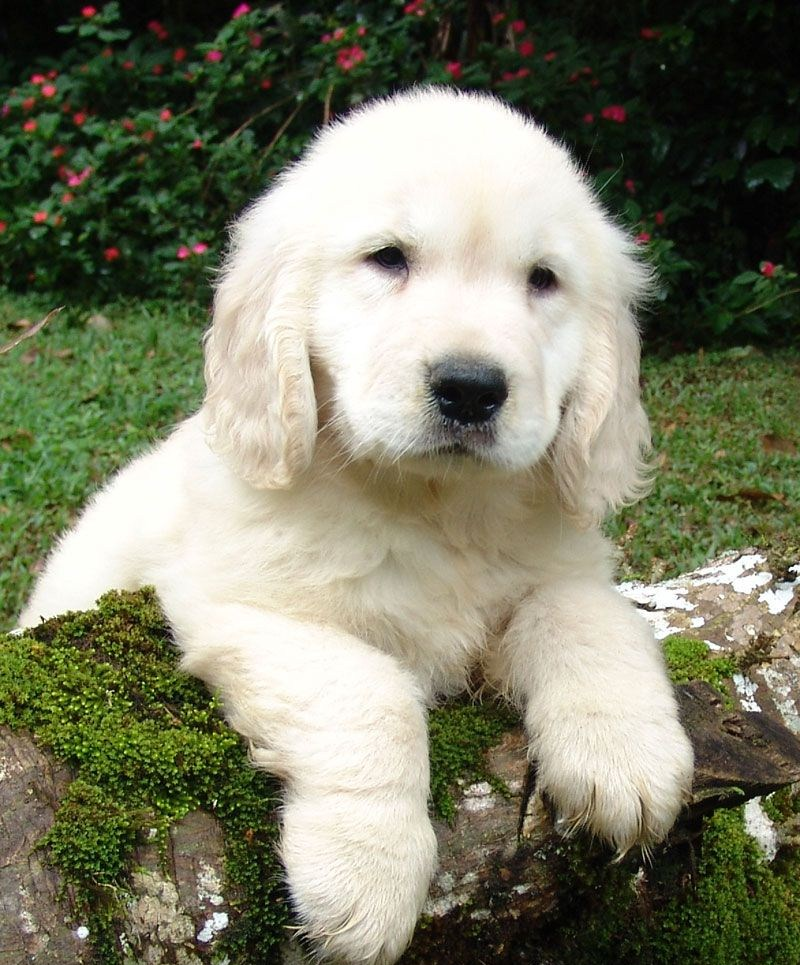
Một chú Golden Retriever con